# Grabovica (gmina Despotovac)
Grabovica (cyr. Грабовица) – wieś w Serbii, w okręgu pomorawskim, w gminie Despotovac. W 2011 roku liczyła 670 mieszkańców.